# Osmia ramona
Osmia ramona är en biart som beskrevs av Warncke 1992. Osmia ramona ingår i släktet murarbin, och familjen buksamlarbin. Inga underarter finns listade i Catalogue of Life.